# Delbarān
Delbarān (persiska: دلبران, ديلبَران) är en ort i Iran.   Den ligger i provinsen Kurdistan, i den nordvästra delen av landet, 300 km väster om huvudstaden Teheran. Delbarān ligger 1 928 meter över havet och antalet invånare är 6 104.
Terrängen runt Delbarān är huvudsakligen platt, men österut är den kuperad. Runt Delbarān är det ganska tätbefolkat, med 58 invånare per kvadratkilometer. Närmaste större samhälle är Qorveh, 18,7 km sydväst om Delbarān. Trakten runt Delbarān består i huvudsak av gräsmarker.